# استخوان نامنظم
استخوان‌های نامنظم، استخوان‌هایی هستند که به خاطر اشکال بخصوصشان، نمی‌توان آن‌ها را در دسته‌های استخوان‌های: بلند، کوتاه، تخت یا کنجدی طبقه‌بندی کرد. استخوان‌های نامنظم، کارکردهای مختلفی در بدن دارند، همچون محافظت از بافت عصبی (مثل مهره‌ها که از طناب نخاعی حفاظت می‌کنند)، امکان وجود چندین نقطه لنگری جهت اتصال ماهیچه‌های اسکلتی (مثل خاج)، حفاظت از حلق و نای، و اتصال زبان (همچون استخوان لامی). این استخوان‌ها شامل بافت اسفنجی بوده که در لایه نازکی از استخوان فشرده محصور شده‌اند. ستون فقرات، مکانی در بدن انسان است که بیشترین استخوان‌های نامنظم را در آن می‌توان یافت. در کل، حدود ۳۳ استخوان نامنظم در آن‌جا یافت می‌شوند.
استخوان‌های نامنظم ازین قرارند: مهره‌ها، خاج، دنبالچه، گیجگاهی، پروانه‌ای، پرویزنی، گونه‌ای، فک بالا، فک پایین، کامی، شاخک تحتانی بینی، و لامی.

## تصاویر بیشتر

استخوان‌های نامنظم در اسکلت بدن انسان. (به رنگ قرمز).
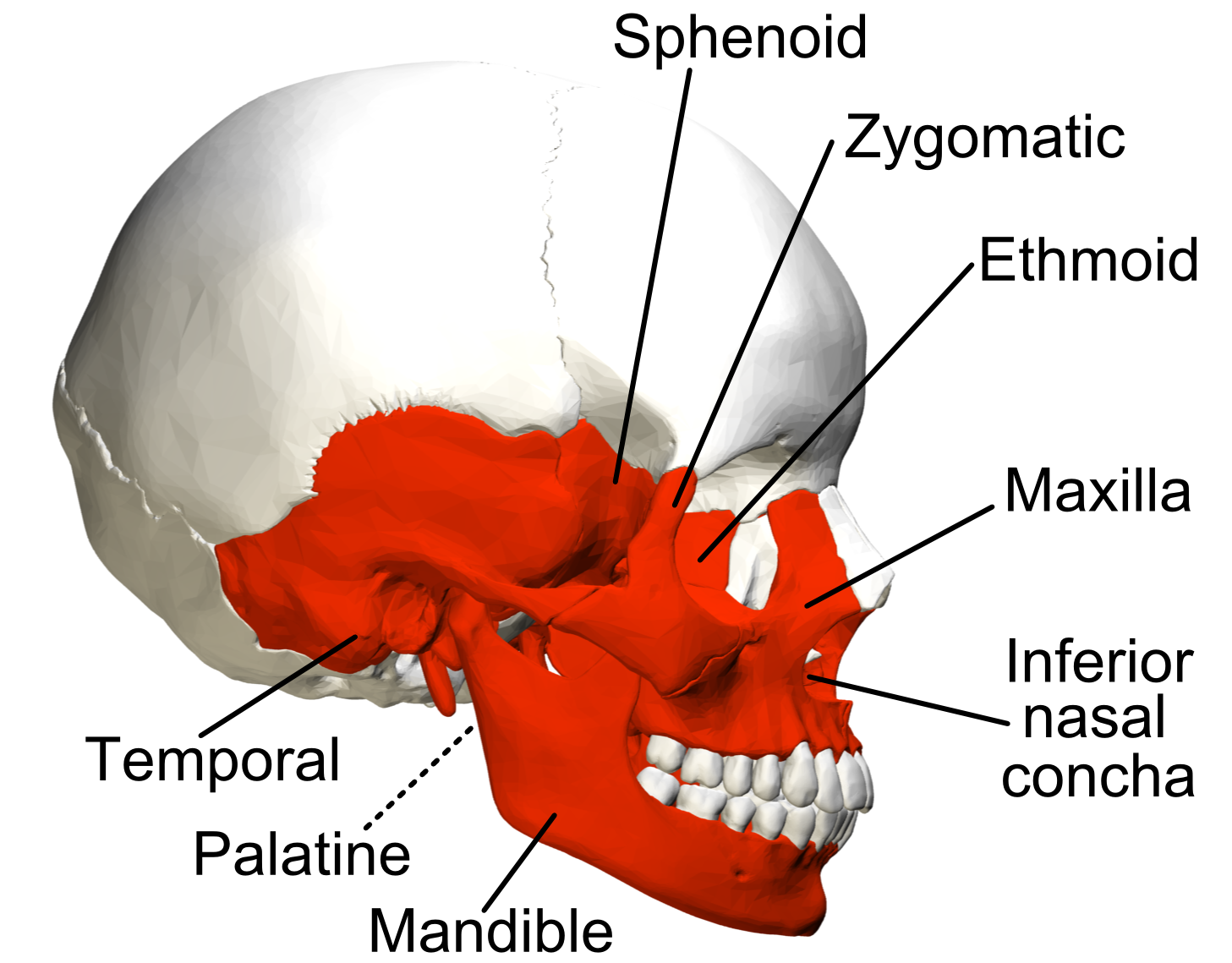
استخوان‌های منظم در جمجمه. (به رنگ قرمز)
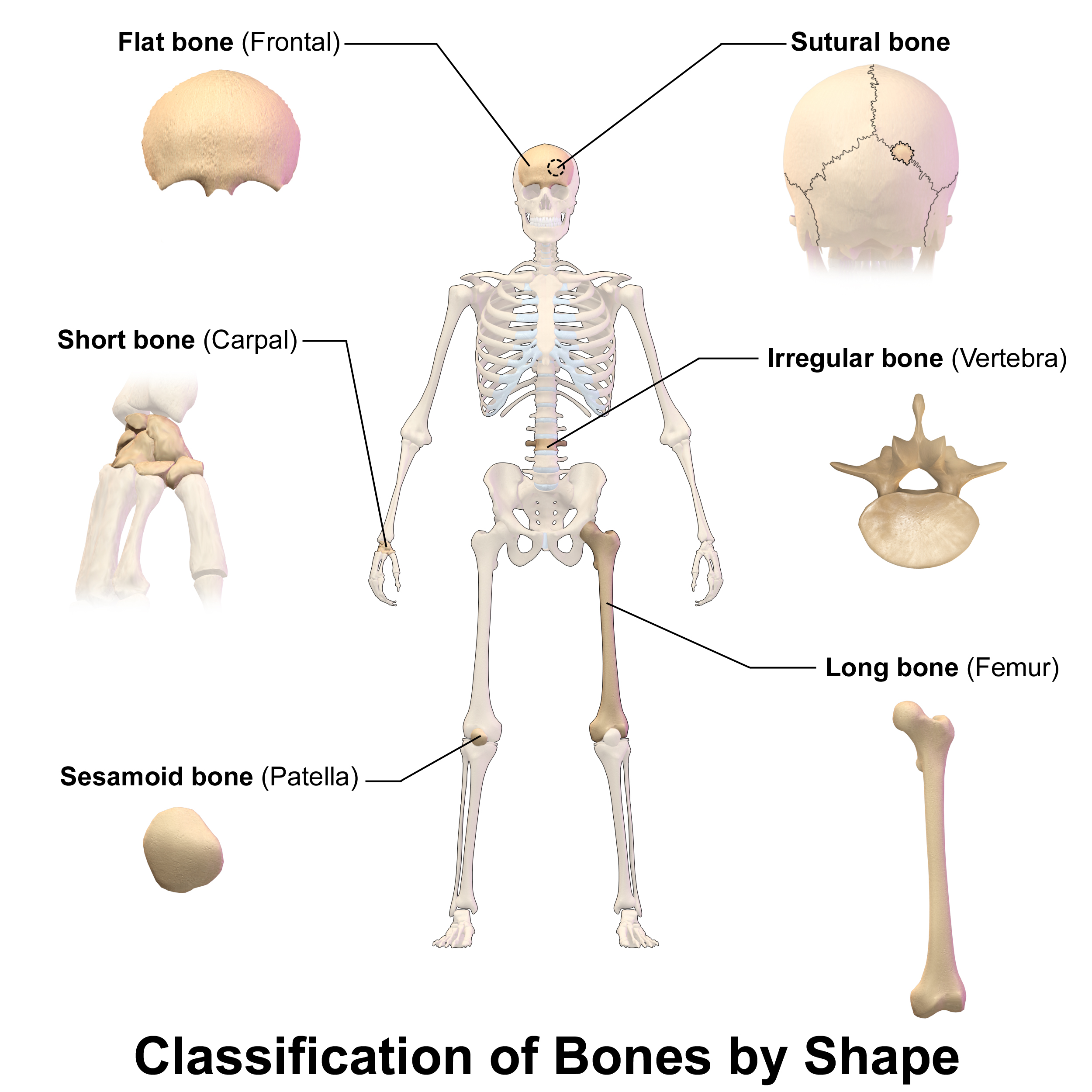
طبقه‌بندی استخوان‌ها براساس شکل.